# Carol Diane Lee
Carol Diane Lee (de soltera Carol Easton Lee, o Safisha Madhubuti), és una professora, investigadora en educació, directora d'escola i escriptora nord-americana.
Va ser professora d'Educació a l'Escola d'Educació i Política Social i en Estudis Afroamericans de la Universitat de Northwestern, a Evanston, Illinois (Estats Units). Els seus interessos acadèmics se centren en les influències de la cultura i l'alfabetització en l'educació, especialment entre els estudiants de la comunitat afroamericana. Presideix la Junta Directiva de la Betty Shabbazz International Charter School, una institució que va ajudar a fundar.